# Чемпіонат світу з футболу 1950

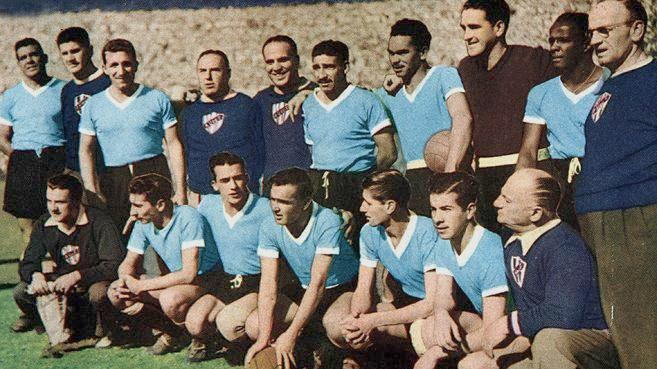
Гравці і тренерський штаб збірної Уругваю, переможця турніру.

Чемпіонат світу з футболу 1950 року — четвертий чемпіонат світу серед чоловічих збірних команд з футболу, що проходив  з 24 червня по 16 липня 1950 року на полях Бразилії. Перша світова футбольна першість за 12 років, оскільки турніри 1942 і 1946 років були скасовані через Другу світову війну.
Єдина футбольна першість світу, формат якої не передбачав проведення фінального матчу. Переможцем турніру стала збірна Уругваю, яка у вирішальній грі фінального раунду, яка стала одним з найдраматичніших епізодів в історії спорту, сенсаційно здолала господарів турніру бразильців з рахунком 2:1. Для уругваців цей титул став другим після перемоги на першому чемпіонаті світу 1930 року, таким чином вони наздогнали збірну Італії, переможця другого і третього чемпіонатів світу. 
З цього розіграшу чемпіонату світу трофей, який отримував його переможець, став називатися Трофеєм Жуля Ріме на честь 25-річного ювілею президентства у ФІФА француза Жуля Ріме.

## Країна-господар
Внаслідок Другої світової війни чемпіонати світу з футболу не проводилися з 1938 року, зокрема були скасовані раніше заплановані турніри 1942 і 1946 років. У повоєнний час ФІФА докладала зусиль аби якнайшвидше відновити практику проведення регулярних світових футбольних першостей. Однак значна частина повоєнної Європи лежала в руїнах, а країни, територію яких безпосередньо не зачепили воєнні дії, все одно переживали важкі часи з економічної точки зору.
Проведення четвертого чемпіонату світу залишалося під питанням доки відповідну заявку на конгресі ФІФА 1946 року не подала Бразилія, умовою якої було проведення турніру 1950 року замість 1949 року, запланованого ФІФА. Саме Бразилія була серед основних претендентів на проведення скасованого чемпіонату світу 1942 року, і її кандидатура якнайкраще відповідала політиці чередування континентів-господарів турніру, адже два попередніх чемпіонати світу приймали європейські країни.

## Кваліфікаційний раунд і учасники
Після визначення країни-господаря і дат проведення чемпіонату ФІФА зосередилася на роботі з національними футбольними асоціаціями у намаганні забезпечити максимальне представництво футбольних збірних у змаганні попри складну економічну, а подекуди й політичну, ситуацію у повоєнному світі. На певному етапі під питанням була участь у змаганні навіть діючих чемпіонів світу, збірної Італії, яка втратила значну частину своїх основних гравців в  авіакатастрофі на Суперзі 1949 року. Італійці врешті-решт погодилися взяти участь у турнірі, проте прибули до Бразилії кораблем, відмовившись від трансатлантичного перельоту.
Італійці як діючі чемпіони світу, а також збірна Бразилії як команда-господар турніру були звільнені від необхідності долати кваліфікаційний раунд, автоматично ставши учасниками фінальної частини світової першості. Таким чином під час кваліфікаційного раунду розігрувалися решта 14 путівок на чемпіонат світу, з яких сім було віддано під квоту європейських команд, шість — представникам американського континенту і одна — для азійських збірних.

### Британські команди
Чемпіонат світу 1950 року став першою світовою першістю, участь в якій зголосилися взяти збірні країн Великої Британії, чиї футбольні асоціації повернулися до ФІФА чотирма роками раніше після 17-річної перерви, протягом якої й відбулися перші три чемпіонати світу. Було вирішено, що відбірковим турніром на ЧС-1950 для них буде тогорічний розіграш Домашнього чемпіонату Великої Британії, перші дві команди за результатами якого отримають путівку на світову першість. Цими командами сталі збірні Англії і Шотландії.

### Східна Європа
Низка футбольних асоціацій відмовилися від участі у турнірі, включаючи збірні СРСР та більшості країн, що у повоєнному розподілі сфер впливу опинилися по радянський бік Залізної завіси. Зокрема з політичних причин за участь у фінальній частині ЧС-1950 не боролися фіналісти ЧС-1934 збірна Чехословаччини та ЧС-1938 збірна Угорщини. Фактично єдиним представником Східної Європи у відборі на турнір стала збірна Югославії.

### Зняття зі змагання на етапі кваліфікаційного раунду
Збірні Аргентини, Еквадору і Перу знялися з відбіркового турніру у  регіоні Південної Америки після жеребкування цього турніру. Через це команди Чилі, Болівії, Парагваю і Уругваю кваліфікувалися до фінальної частини світової першості автоматично. В Азії, якій було відведено єдину путівку на чемпіонат світу, ситуація виявилася аналогічною — відмова від участі у кваліфікаційному раунді збірних Філіппін, Індонезії і Бірми автоматично зробила збірну Індії учасником фінальної стадії. У Європі відмови від участі у відборі надійшли від збірних Австрії і Бельгії, звільнивши збірні Швейцарії і Туреччини від необхідності проводити заглючний етап кваліфікації.

### Кваліфіковані команди і подальші зняття зі змагання
За результатами кваліфікаційного раунду право участі у фінальному турнірі світової першості здобули 16 команди, проте згодом три з них повідомили про небажання участі у чемпіонаті.
- Болівія
- Бразилія (господарі)
- Чилі
- Англія
- Індія (знялася)
- Італія (діючий чемпіон)
- Мексика
- Парагвай
- Іспанія
- Шотландія (знялася)
- Швеція
- Швейцарія
- Туреччина (знялася)
- США
- Уругвай
- Югославія

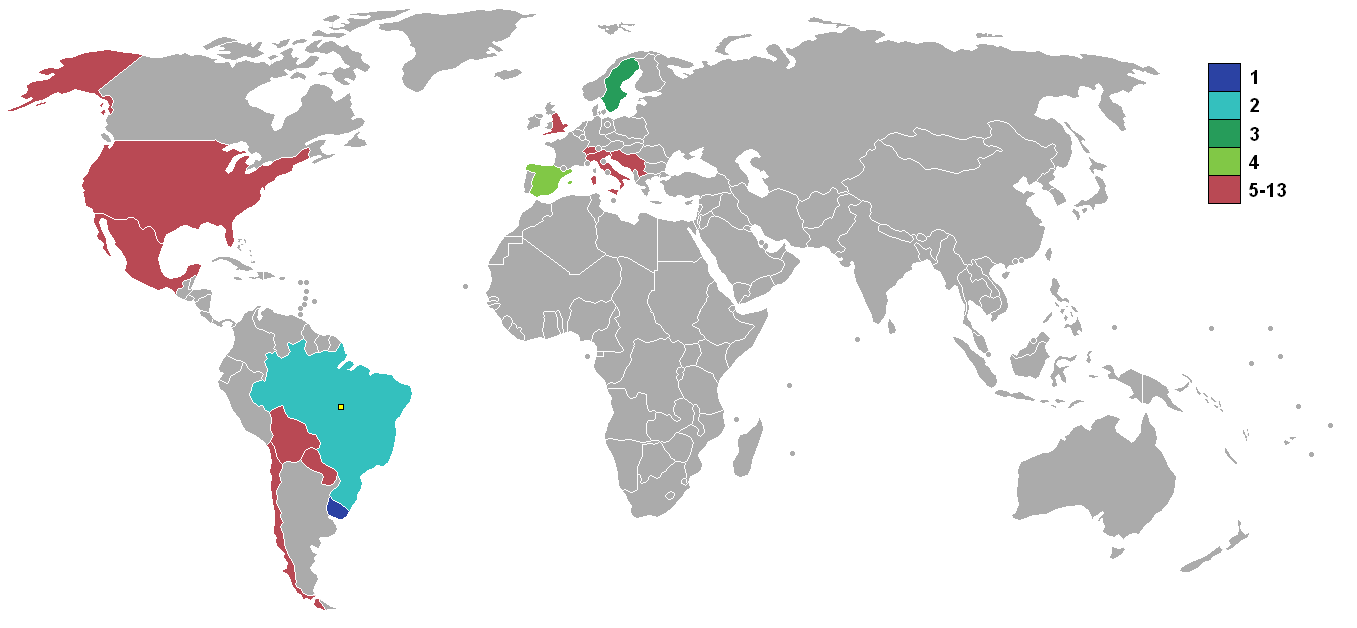
Команди-учасники ЧС-1950 і їх прогрес на турнірі.

Ще до початку кваліфікаційного раунду керівництво Шотландської футбольної асоціації зазначало, що збірна Шотландії готова їхати до Бразилії лише у статусі переможця Домашнього чемпіонату Великої Британії (що був одночасно відбірковою групою на чемпіонат світу). Натомість збірна Англії була готова стати учасником світової першості незалежно від того, кваліфікація не неї буде з першого чи другого місця у Домашньому чемпіонаті. Саме ці команди врешті-решт і посіли два перші місця на першості Британії, однак Шотландія стала другою, і керівництво тамтешньої асоціації дотрималося своєї початкової позиції, відмовившись від запрошення на чемпіонат світу.
Також від участі у фінальній частині світової першості відмовилася збірна Туреччини, зазначивши пов'язані з нею фінансові витрати головною причиною свого рішення. На місця у турнірній сітці фінальної частини чемпіонату, що вивільнилися, ФІФА запросила збірні Португалії, Ірландії (ФАІ) і Франції, які у своїх відбіркових групах виступили невдало. Перші дві команди відповіли відмовою, а французи попередньо погодилися і були включені до жеребкування.

### Жеребкування і подальші зняття зі змагання
За результатами жеребкування, яке відбулося 22 травня 1950 року у Ріо-де-Жанейро, 15 команд були розподілені між чотирма групами:
| Група 1                                      | Група 2                         | Група 3                                        | Група 4                                 |
| -------------------------------------------- | ------------------------------- | ---------------------------------------------- | --------------------------------------- |
| - Бразилія - Мексика - Югославія - Швейцарія | - Англія - Іспанія - Чилі - США | - Швеція - Італія - Парагвай - Індія (знялася) | - Уругвай - Франція (знялася) - Болівія |

Вже після жеребкування збірна Індії також знялася зі змагання, визначивши головною причиною високі витрати, пов'язані з участю, також Всеіндійська футбольна федерація зазначила бажання сконцентуватися на участі футбольної збірної країни на Олімпійських іграх 1952 року. Утім широко розповсюдженою є також версія про те, що індійці відмовилися від участі через заборону виступати босоніж. Таким чином кількість учасників змагання у Групі 3 скоротилося до трьох команд.
Збірна Франції, яка опинилися за результатами жеребкування у четвертій групі, склад учасників якої був неповним через попередні зняття команд зі змагання, також вирішила знятися, зменшивши кількість учасників у групі до двох.

## Міста та стадіони
22 матчі турніру приймали 6 стадіонів у 6 містах Бразилії. Маракана у тодішній столиці країни Ріо-де-Жанейро приймала вісім матчів, включаючи всі крім однієї ігри господарів, збірної Бразилії. Зокрема за вирішальною грою чемпіонату, відомою як Мараканасо («удар на Маракані»), на цій арені спостерігали майже 200 тисяч гладачів.
Крім Маракани матчі фінального раунду чемпіонату приймав Естадіу ду Пакаембу в Сан-Паулу. На решті стадіонів проходили лише ігри першого групового етапу, причому арена Естадіу Ілья ду Ретіру у віддаленому від решти міст проведення Ресіфі приймала лише один матч.
| Ріо-де-Жанейро                                                                | Сан-Паулу                                                                    | Белу-Оризонті                                                         |
| ----------------------------------------------------------------------------- | ---------------------------------------------------------------------------- | --------------------------------------------------------------------- |
| Маракана                                                                      | Естадіу ду Пакаембу                                                          | Естадіу Сете де Сетембру                                              |
| 22°54′43.8″ пд. ш. 43°13′48.59″ зх. д. / 22.912167° пд. ш. 43.2301639° зх. д. | 23°32′55.1″ пд. ш. 46°39′54.4″ зх. д. / 23.548639° пд. ш. 46.665111° зх. д.  | 19°54′30″ пд. ш. 43°55′4″ зх. д. / 19.90833° пд. ш. 43.91778° зх. д.  |
| Місткість: 200 000                                                            | Місткість: 60 000                                                            | Місткість: 30 000                                                     |
|                                                                               |                                                                              |                                                                       |
| Ріо-де-Жанейро Сан-Паулу Белу-Оризонті Куритиба · Порту-Алегрі Ресіфі         |                                                                              |                                                                       |
| Порту-Алегрі                                                                  | Ресіфі                                                                       | Куритиба                                                              |
| Естадіу дус Еукаліптус                                                        | Естадіу Ілья ду Ретіру                                                       | Естадіу Дурівал де Брітто                                             |
| 30°3′42″ пд. ш. 51°13′38″ зх. д. / 30.06167° пд. ш. 51.22722° зх. д.          | 8°3′46.63″ пд. ш. 34°54′10.73″ зх. д. / 8.0629528° пд. ш. 34.9029806° зх. д. | 25°26′22″ пд. ш. 49°15′21″ зх. д. / 25.43944° пд. ш. 49.25583° зх. д. |
| Місткість: 20 000                                                             | Місткість: 20 000                                                            | Місткість: 10 000                                                     |
|                                                                               |                                                                              |                                                                       |

## Формат
Фінальна стадія чемпіонату світу, як і в попередніх розіграшах, передбачала участь 16 команд, проте її бразильські організатори запропонували відійти від олімпійської системи турніру, яка використовувалася на двох попередніх чемпіонатах світу, натомість повернувшись до розподілу на чотири групи і змагань за круговою системою, що застосовувалася на першому чемпіонаті 1930 року. Більше того було запропоновано визначати переможця і призерів турніру також за круговою системою, коли чотири переможці своїх груп на першому етапі змагання проводили у фінальному раунді по одному матчу між собою, результати яких і визначали розподіл призових місць.
Вибір зазначеного формату був здебільшого обумовлений фінансовими міркуваннями, адже за олімпійської системи турнір складався б лише з 16 матчів, у той час як два раунди групових змагань гарантували проведення 30 ігор, а відповідно й більші надходження від продажу квитків, необхідні для часткового покриття витрат на стадіони та пов'язану інфраструктуру. Також такий формат гарантував кожній команді участь у щонайменше трьох іграх, що мало стати додатковим стимулом для європейських команд взяти участь у змаганні попри необхідність трансатлантичної подорожі.
На групових етапах командам нараховувалося 2 очки за перемогу і 1 очко за нічию. У випадку рівності очок у команд, що претендували на перше місце у групі, передбачалося проведення гри плей-оф за вихід до фінального раунду.

## Перебіг турніру

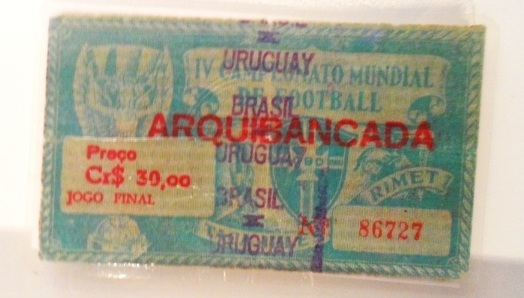
Квиток на вирішальну гру турніру між Бразилією і Уругваєм.

Світова першість 1950 року була першою, участь в якій брали представники Британських островів, і їх єдиний представник у фінальній частині, збірна Англії, вважався одним з фаворитів турніру. «Родоначальники футболу» складали кістяк збірної Великої Британії, яка незадовго до того у виставковій грі розгромила збірну континентальної Європи з рахунком 6:1. Утім вже у другій грі групового етапу англійці сенсаційно поступилися збірній США 0:1, чим суттєво ускладнили завдання виходу до фінального раунду, а у вирішальному матчі в групі з аналогічним рахунком програли збірній Іспанії і завершили боротьбу.
Іншим номінальним фаворитом чемпіонату вважався діючий чемпіон світу, збірна Італії, попри те, що з моменту її попереднього тріумфу минуло 12 років, а низка найсильніших італійських футболістів трагічно загинула роком раніше в авіакатастрофі на Суперзі. Однак перша ж гра італійців на турнірі завершилася поразкою 2:3 від збірної Швеції, що врешті-решт дозволило саме останній стати учасницею фінального раунду змагання.
Крім збірних Іспанії і Швеції учасниками фінального раунду стали господарі турніру, бразильці, які впевнено виграли першу групу, здобувши дві перемоги і одну нічию, а також збірна Уругваю. Для уругвайців це був перший чемпіонат світу після тріумфального для них домашнього ЧС-1930, адже попередні два турніри, що проходили в Європі, вони бойкотували. Уругвай опинився у Групі 4, яка через зняття команд з турніру нараховувала лише двох учасників, тож для виходу до фінального раунду йому було достатньо здолати єдиного суперника по групі, збірну Болівії, що уругвайці і зробили, забивши болівійцям вісім голів.
У перших двох турах фінального раунду представники Південної Америки довели свою перевагу над європейськими командами, особливо вражаючими були виступи бразильців, які потішили домашні трибуни перемогами 7:1 над Швецією і 6:1 над Іспанією. Уругвайці ж вирвали нічию у грі проти Іспанії і мінімально, з рахунком 3:2, здолали шведів, чого, утім, було достатньо, аби перед вирішальним туром саме збірна Уругваю лишалася єдиним реальним конкурентом Бразилії у боротьбі за чемпіонство, а європейські команди претендували максимум на «бронзу» турніру. Врешті-решт третє місце дісталося шведам, які у заключному турі взяли гору на іспанцями.

Матч-відкриття Маракани, головної арени турніру, побудованої для ЧС-1950.

А доля чемпіонського титулу вирішувалася у грі заключного туру між Бразилією і Уругваєм, яка фактично стала фіналом турніру, хоча його формат фіналу як такого не передбачав. Гра викликала надзвичайний ажіотаж, зібравші на Маракані майже 200 тисяч вболівальників, значно більше, ніж кількість місць для сидіння на цьому нещодавно побудованому стадіоні. Переважну більшість глядачів склали місцеві вболівальники, які бажали стати очевидцями історичної першої перемоги своєї команди на чемпіонатах світу, адже попередні результати збірної Бразилії на турнірі, по ходу якого вона перед власними вболівальниками забила 23 голи при чотирьох пропущених, не давали приводів для сумніву у її успіху. До того ж збірній Бразилії для здобуття чемпіонського титулу було достатньо нічиєї з огляду на кращі результати перших матчів у фінальному раунді. Водночас об'єктивне співвідношення сил між учасниками вирішальної гри не було настільки однозначним, адже лише декількома місяцями раніше збірні Бразилії і Уругваю зустрічалися в рамках Кубка Ріу-Бранку, де два матчі мінімально виграли бразильці, але одну перемогу, також мінімальну, здобули уругвайці. До того ж гравці з Уругваю звикли грати на великих південноамериканських стадіонах, які палко підтримували їх суперників, досвід, якого у тому числі не вистачило командам Швеції та Іспанії.
У цій вирішальній грі, що проходила 16 липня, все довгий час складалося на користь бразильців, які протягом першого тайму успішно втримували нульову нічию, яка влаштовувала їх з турнірної точки зору, а на початку другого тайму вийшли уперед завдяки голу Албіно Фріаси. Утім 20 хвилин по тому уругвайцям вдалося зрівняти рахунок, а за 11 хвилин до завершення гри гол нападника збірної Уругваю Альсідеса Гіджі змусив затихнути трибуни переповненого стадіону. Рахунок 2:1 на користь уругвайців утримався до кінця гри, і вони здобули другий у своїй історії титул найсильнішої збірної світу, наздогнавши за цим показником збірну Італії.

## Груповий етап

### Група 1
| Поз | Команда   | І | В | Н | П | ГЗ | ГП | РГ | О | Кваліфікація                |
| --- | --------- | - | - | - | - | -- | -- | -- | - | --------------------------- |
| 1   | Бразилія  | 3 | 2 | 1 | 0 | 8  | 2  | +6 | 5 | Прохід до фінального раунду |
| 2   | Югославія | 3 | 2 | 0 | 1 | 7  | 3  | +4 | 4 |                             |
| 3   | Швейцарія | 3 | 1 | 1 | 1 | 4  | 6  | −2 | 3 |                             |
| 4   | Мексика   | 3 | 0 | 0 | 3 | 2  | 10 | −8 | 0 |                             |

#### Бразилія — Мексика
| 24 червня 1950 15:00 BRT (UTC−3) |

| Бразилія                              | 4–0      | Мексика |
| ------------------------------------- | -------- | ------- |
| Адемір 30', 79' Жаїр 65' Балтазар 71' | Протокол |         |

| Маракана, Ріо-де-Жанейро Глядачів: 81 649 Арбітр: Джордж Рідер (Англія) |

#### Югославія — Швейцарія
| 25 червня 1950 15:00 BRT (UTC−3) |

| Югославія                           | 3–0      | Швейцарія |
| ----------------------------------- | -------- | --------- |
| Митич 59' Томашевич 70' Огнянов 84' | Протокол |           |

| Індепенденсія, Белу-Оризонті Глядачів: 7 336 Арбітр: Джованні Галеаті (Італія) |

#### Бразилія — Швейцарія
| 28 червня 1950 15:00 BRT (UTC−3) |

| Бразилія                | 2–2      | Швейцарія       |
| ----------------------- | -------- | --------------- |
| Алфредо 3' Балтазар 32' | Протокол | Фаттон 17', 88' |

| Естадіу ду Пакаембу, Сан-Паулу Глядачів: 42 032 Арбітр: Рамон Асон Рома (Іспанія) |

#### Югославія — Мексика
| 28 червня 1950 15:00 BRT (UTC−3) |

| Югославія                                       | 4–1      | Мексика          |
| ----------------------------------------------- | -------- | ---------------- |
| Бобек 20' Ж. Чайковський 23', 51' Томашевич 81' | Протокол | Ортіс 89' (пен.) |

| Естадіу дус Еукаліптус, Порту-Алегрі Глядачів: 11 078 Арбітр: Реджинальд Ліф (Англія) |

#### Бразилія — Югославія
| 1 липня 1950 15:00 BRT (UTC−3) |

| Бразилія              | 2–0      | Югославія |
| --------------------- | -------- | --------- |
| Адемір 4' Зізінью 69' | Протокол |           |

| Маракана, Ріо-де-Жанейро Глядачів: 142 429 Арбітр: Бенджамін Гріффітс (Уельс) |

#### Швейцарія — Мексика
| 2 липня 1950 15:40 BRT (UTC−3) |

| Швейцарія             | 2–1      | Мексика     |
| --------------------- | -------- | ----------- |
| Бадер 10' Антенен 44' | Протокол | Касарін 89' |

| Естадіу дус Еукаліптус, Порту-Алегрі Глядачів: 3 580 Арбітр: Іван Еклінд (Швеція) |

### Група 2
| Поз | Команда | І | В | Н | П | ГЗ | ГП | РГ | О | Кваліфікація                |
| --- | ------- | - | - | - | - | -- | -- | -- | - | --------------------------- |
| 1   | Іспанія | 3 | 3 | 0 | 0 | 6  | 1  | +5 | 6 | Прохід до фінального раунду |
| 2   | Англія  | 3 | 1 | 0 | 2 | 2  | 2  | 0  | 2 |                             |
| 3   | Чилі    | 3 | 1 | 0 | 2 | 5  | 6  | −1 | 2 |                             |
| 4   | США     | 3 | 1 | 0 | 2 | 4  | 8  | −4 | 2 |                             |

#### Англія — Чилі
| 25 червня 1950 15:00 BRT (UTC−3) |

| Англія                    | 2–0      | Чилі |
| ------------------------- | -------- | ---- |
| Мортенсен 39' Менніон 51' | Протокол |      |

| Маракана, Ріо-де-Жанейро Глядачів: 29 703 Арбітр: Карел ван дер Мер (Нідерланди) |

#### Іспанія — США
| 25 червня 1950 15:00 BRT (UTC−3) |

| Іспанія                       | 3–1      | США         |
| ----------------------------- | -------- | ----------- |
| Ігоа 81' Басора 83' Сарра 89' | Протокол | Паріані 17' |

| Естадіу Дурівал де Брітто, Куритиба Глядачів: 9 511 Арбітр: Маріу Віанна (Бразилія) |

#### Іспанія — Чилі
| 29 червня 1950 15:00 BRT (UTC−3) |

| Іспанія              | 2–0      | Чилі |
| -------------------- | -------- | ---- |
| Басора 17' Сарра 30' | Протокол |      |

| Маракана, Ріо-де-Жанейро Глядачів: 19 790 Арбітр: Алберту Малшер (Бразилія) |

#### США — Англія
| 29 червня 1950 15:00 BRT (UTC−3) |

| США         | 1–0      | Англія |
| ----------- | -------- | ------ |
| Гатьєнс 38' | Протокол |        |

| Індепенденсія, Белу-Оризонті Глядачів: 10 151 Арбітр: Дженерозо Даттіло (Італія) |

| США | Англія |

|                  |  |                   |  |
|                  |  |                   |  |
| ВР               |  | Френк Боргі       |  |
| ЗХ               |  | Гаррі Кеог        |  |
| ЗХ               |  | Джо Мака          |  |
| ППЗ              |  | Ед Макілвенні (к) |  |
| ЦПЗ              |  | Чарлі Коломбо     |  |
| ЛПЗ              |  | Волтер Бар        |  |
| ПН               |  | Джино Паріані     |  |
| ЛН               |  | Джон Соуза        |  |
| ПФН              |  | Френк Воллас      |  |
| ЛФН              |  | Ед Соуза          |  |
| ЦФ               |  | Джо Гатьєнс       |  |
| Головний тренер: |  |                   |  |
| Вільям Джеффрі   |  |                   |  |

|                     |  |                 |  |
|                     |  |                 |  |
| ВР                  |  | Берт Вільямс    |  |
| ЗХ                  |  | Альф Ремзі      |  |
| ЗХ                  |  | Джон Астон      |  |
| ПЗ                  |  | Біллі Райт (к)  |  |
| ПЗ                  |  | Лорі Г'юз       |  |
| ПЗ                  |  | Джиммі Дікінсон |  |
| НП                  |  | Вілф Менніон    |  |
| НП                  |  | Том Фінні       |  |
| НП                  |  | Джиммі Маллен   |  |
| НП                  |  | Стен Мортенсен  |  |
| НП                  |  | Рой Бентлі      |  |
| Головний тренер:    |  |                 |  |
| Волтер Вінтерботтом |  |                 |  |

| Асистенти арбітра: Шарль де ла Саль (Франція) Джованні Галеаті (Італія) |

#### Іспанія — Англія
| 2 липня 1950 15:00 BRT (UTC−3) |

| Іспанія   | 1–0      | Англія |
| --------- | -------- | ------ |
| Сарра 48' | Протокол |        |

| Маракана, Ріо-де-Жанейро Глядачів: 74 462 Арбітр: Джованні Галеаті (Італія) |

#### Чилі — США
| 2 липня 1950 15:00 BRT (UTC−3) |

| Чилі                                               | 5–2      | США                        |
| -------------------------------------------------- | -------- | -------------------------- |
| Робледо 16' Кремаскі 32', 60' Прієто 54' Рієра 82' | Протокол | Воллас 47' Мака 48' (пен.) |

| Естадіу Ілья ду Ретіру, Ресіфі Глядачів: 8 501 Арбітр: Маріу Гарделлі (Бразилія) |

### Група 3
| Поз | Команда  | І | В | Н | П | ГЗ | ГП | РГ | О | Кваліфікація                |
| --- | -------- | - | - | - | - | -- | -- | -- | - | --------------------------- |
| 1   | Швеція   | 2 | 1 | 1 | 0 | 5  | 4  | +1 | 3 | Прохід до фінального раунду |
| 2   | Італія   | 2 | 1 | 0 | 1 | 4  | 3  | +1 | 2 |                             |
| 3   | Парагвай | 2 | 0 | 1 | 1 | 2  | 4  | −2 | 1 |                             |
| 4   | Індія    | 0 | 0 | 0 | 0 | 0  | 0  | 0  | 0 | знялася                     |

#### Швеція — Італія
| 25 червня 1950 15:00 BRT (UTC−3) |

| Швеція                        | 3–2      | Італія                        |
| ----------------------------- | -------- | ----------------------------- |
| Єппсон 25', 68' Андерссон 33' | Протокол | Карапеллезе 7' Муччінеллі 75' |

| Естадіу ду Пакаембу, Сан-Паулу Глядачів: 36 502 Арбітр: Жан Лутц (Швейцарія) |

#### Швеція — Парагвай
| 29 червня 1950 15:30 BRT (UTC−3) |

| Швеція                    | 2–2      | Парагвай                   |
| ------------------------- | -------- | -------------------------- |
| Сундквіст 17' Пальмер 26' | Протокол | Лопес 35' Лопес Фретас 74' |

| Естадіу Дурівал Брітто, Куритиба Глядачів: 7 903 Арбітр: Джордж Мітчелл (Шотландія) |

#### Італія — Парагвай
| 2 липня 1950 15:00 BRT (UTC−3) |

| Італія                          | 2–0      | Парагвай |
| ------------------------------- | -------- | -------- |
| Карапеллезе 12' Пандольфіні 62' | Протокол |          |

| Естадіу ду Пакаембу, Сан-Паулу Глядачів: 25 811 Арбітр: Артур Елліс (Англія) |

### Група 4
| Поз | Команда | І | В | Н | П | ГЗ | ГП | РГ | О | Кваліфікація                |
| --- | ------- | - | - | - | - | -- | -- | -- | - | --------------------------- |
| 1   | Уругвай | 1 | 1 | 0 | 0 | 8  | 0  | +8 | 2 | Прохід до фінального раунду |
| 2   | Болівія | 1 | 0 | 0 | 1 | 0  | 8  | −8 | 0 |                             |
| 3   | Франція | 0 | 0 | 0 | 0 | 0  | 0  | 0  | 0 | знялася                     |

#### Уругвай — Болівія
| 2 липня 1950 15:00 BRT (UTC−3) |

| Уругвай                                                               | 8–0      | Болівія |
| --------------------------------------------------------------------- | -------- | ------- |
| Мігес 14', 40', 51' Відаль 18' Скьяффіно 23', 54' Перес 83' Гіджа 87' | Протокол |         |

| Індепенденсія, Белу-Оризонті Глядачів: 5 284 Арбітр: Джордж Рідер (Англія) |

## Фінальний етап
| Поз | Команда  | І | В | Н | П | ГЗ | ГП | РГ  | О | Підсумок |
| --- | -------- | - | - | - | - | -- | -- | --- | - | -------- |
| 1   | Уругвай  | 3 | 2 | 1 | 0 | 7  | 5  | +2  | 5 | чемпіони |
| 2   | Бразилія | 3 | 2 | 0 | 1 | 14 | 4  | +10 | 4 |          |
| 3   | Швеція   | 3 | 1 | 0 | 2 | 6  | 11 | −5  | 2 |          |
| 4   | Іспанія  | 3 | 0 | 1 | 2 | 4  | 11 | −7  | 1 |          |

### Уругвай — Іспанія
| 9 липня 1950 15:00 BRT (UTC−3) |

| Уругвай              | 2–2      | Іспанія         |
| -------------------- | -------- | --------------- |
| Гіджа 29' Варела 73' | Протокол | Басора 37', 39' |

| Естадіу ду Пакаембу, Сан-Паулу Глядачів: 44 802 Арбітр: Бенджамін Гріффітс (Уельс) |

### Бразилія — Швеція
| 9 липня 1950 15:00 BRT (UTC−3) |

| Бразилія                                           | 7–1      | Швеція               |
| -------------------------------------------------- | -------- | -------------------- |
| Адемір 17', 36', 52', 58' Шико 39', 88' Манека 85' | Протокол | Андерссон 67' (пен.) |

| Маракана, Ріо-де-Жанейро Глядачів: 138 886 Арбітр: Артур Елліс (Англія) |

### Бразилія — Іспанія
| 13 липня 1950 15:00 BRT (UTC−3) |

| Бразилія                                                     | 6–1      | Іспанія  |
| ------------------------------------------------------------ | -------- | -------- |
| Парра 15' (аг) Жаїр 21' Шико 31', 55' Адемір 57' Зізінью 67' | Протокол | Ігоа 71' |

| Маракана, Ріо-де-Жанейро Глядачів: 152 772 Арбітр: Реджинальд Ліф (Англія) |

### Уругвай — Швеція
| 13 липня 1950 15:00 BRT (UTC−3) |

| Уругвай                  | 3–2      | Швеція                   |
| ------------------------ | -------- | ------------------------ |
| Гіджа 39' Мігес 77', 85' | Протокол | Пальмер 5' Сундквіст 40' |

| Естадіу ду Пакаембу, Сан-Паулу Глядачів: 7 987 Арбітр: Джованні Галеаті (Італія) |

### Швеція — Іспанія
| 16 липня 1950 15:00 BRT (UTC−3) |

| Швеція                                 | 3–1      | Іспанія          |
| -------------------------------------- | -------- | ---------------- |
| Сундквіст 15' Мельберг 33' Пальмер 80' | Протокол | Тельмо Сарра 82' |

| Естадіу ду Пакаембу, Сан-Паулу Глядачів: 11 227 Арбітр: Карел ван дер Мер (Нідерланди) |

### Уругвай — Бразилія
| 16 липня 1950 15:00 (UTC−3) |

| Уругвай                 | 2–1      | Бразилія    |
| ----------------------- | -------- | ----------- |
| Скьяффіно 66' Гіджа 79' | Протокол | 47' Фріанса |

| Маракана, Ріо-де-Жанейро Глядачів: 199,854 Арбітр: Джордж Рідер (Англія) |

| Уругвай | Бразилія |

| ВР                 |  | Роке Масполі            |
| ЗХ                 |  | Матіас Гонсалес         |
| ЗХ                 |  | Віктор Родрігес Андраде |
| ЗХ                 |  | Еусебіо Техера          |
| ПЗ                 |  | Шуберт Гамбетта         |
| ПЗ                 |  | Хуліо Перес             |
| ПЗ                 |  | Обдуліо Варела (к)      |
| ПЗ                 |  | Алсідес Гіджа           |
| ПЗ                 |  | Рубен Моран             |
| НП                 |  | Хуан Альберто Скьяффіно |
| НП                 |  | Оскар Мігес             |
| Тренер:            |  |                         |
| Хуан Лопес Фонтана |  |                         |

| ВР           |  | Моасір Барбоза    |
| ЗХ           |  | Аугусто (к)       |
| ЗХ           |  | Жувенал           |
| ЗХ           |  | Бігоде            |
| ЗХ           |  | Жозе Карлос Бауер |
| ЗХ           |  | Даніло            |
| ПЗ           |  | Зізінью           |
| ПЗ           |  | Жаїр              |
| НП           |  | Фріанса           |
| НП           |  | Адемір            |
| НП           |  | Шико              |
| Тренер:      |  |                   |
| Флавіо Коста |  |                   |

## Бомбардири
Найкращим бомбардиром світової першості з восьмома забитими голами став бразилець Адемір. Загалом було забито 88 голів, включаючи один автогол, авторами яких стали 48 гравців.  
Уругвайський нападник Альсідес Гіджа став першим гравцем, якому вдавалося відзначатися забитим голом у кожній грі майбутніх чемпіонів світу на турнірі. Повторити це досягнення вдалося лише Жаїрзіньйо у 1970 році.
8 голів
| - Адемір |

5 голів
| - Оскар Мігес |

4 голи
| - Шико - Естаніслао Басора | - Тельмо Сарра | - Альсідес Гіджа |

3 голи
| - Карл-Ерік Пальмер | - Стіг Сундквіст | - Хуан-Альберто Скьяффіно |

2 голи
| - Балтазар - Жаїр - Зізінью - Атіліо Кремаскі | - Ріккардо Карапеллезе - Сільвестре Ігоа - Суне Андерссон - Гассе Єппсон | - Жак Фаттон - Желько Чайковський - Коста Томашевич |

1 гол
| - Алфредо - Албіно Фріаса - Манека - Андрес Прієто - Хорхе Робледо - Фернандо Рієра - Вілф Менніон - Стен Мортенсен - Ермес Муччінеллі | - Еджисто Пандольфіні - Орасіо Касарін - Ектор Ортіс - Атіліо Лопес - Сесар Лопес Фретас - Брор Мельберг - Шарль Антенен - Рене Бадер - Джо Гатьєнс | - Джо Мака - Джино Паріані - Френк Воллас - Хуліо Перес - Обдуліо Варела - Ернесто Відаль - Райко Митич - Степан Бобек - Тихомир Огнянов |

1 автогол
| - Хосе Парра (у грі проти Бразилії) |